# Eugène de Fontaine de Resbecq
 (juin 2022).
Eugène Hippolyte Marie Théodore Fontaine de Resbecq, vicomte de Walincourt (1837-1902) est un historien français.

## Origine du nom
Le nom de famille de Fontaine de Resbecq est une concaténation du nom de famille de Fontaine et du titre de seigneur de Resbecq, ce dernier terme pouvant correspondre à la commune de Rebecques, dans le Pas-de-Calais.

## Biographie
Eugène-Hippolyte-Marie-Théodore de Fontaine de Resbecq nait à Paris le 22 novembre 1837. Il est le fils de Adolphe-Charles-Théodore de Fontaine de Resbecq (1813-1865), sous-chef du personnel de l'enseignement supérieur, chef de bureau au Ministère de l'Instruction publique, chevalier de la Légion d'honneur, auteur d'ouvrages d'histoire locale, et d'Angéline-Victoire Le Bas de Sainte-Croix, fille de l'amiral Alexandre Le Bas de Sainte-Croix.
Eugène de Fontaine de Resbecq est membre de la commission historique du Nord en 1878.
Il meurt à Paris le 21 janvier 1902, à 64 ans.

## Carrière
Eugène de Fontaine de Resbecq entre au ministère de l'Instruction publique, comme son père et y fait carrière. Le 1er mars 1860, à 23 ans, il débute comme employé détaché au cabinet du ministre. Il va effectuer une grande partie de son parcours au dit cabinet. Le 21 juin 1863, il passe attaché au cabinet avant de devenir sous-chef du cabinet le 22 octobre 1864. Il continue sa progression, est nommé chef-adjoint du cabinet le 20 juillet 1869. Il est retrouvé chef de bureau le 14 janvier 1870.
Le changement de régime politique du Second Empire à la Troisième République n'interrompt pas son parcours : le 10 octobre 1873, il devient sous-directeur de l'enseignement primaire.

## Mariage et descendance
Eugène de Fontaine de Resbecq épouse en 1864 Marie du Breuil-Hélion de La Guéronnière. Le couple a eu quatre enfants, dont deux fils qui ont fait une carrière militaire et deux filles.

## Publications
Eugène de Fontaine de Resbecq est l'auteur d'ouvrages traitant notamment de l'enseignement primaire
- L'abbaye royale de Faremoutiers , 1863, Paris, lire en ligne.
- Histoire de l'enseignement primaire avant 1789 dans les communes qui ont formé le Département du Nord, 1878, Lille, Paris, (ISBN 5884077629 et 9785884077621), lire en ligne .

## Distinctions
- Chevalier de la Légion d'honneur par décret du 9 août 1877[5],[N 1].
- Chevalier des Ordres du Saint-Sépulcre
- Chevalier de l'Ordre de Saint-Grégoire le Grand[2].